# Daniel Draper
Daniel Draper (* 2. April 1841 in New York; † 21. Dezember 1931) war ein US-amerikanischer Meteorologe.
Der Sohn des amerikanischen Wissenschaftlers John William Draper studierte an der Universität New York, wo er seinem Vater bei Vorlesungen und historischen Schriften assistierte. Auch an der Errichtung des Observatoriums seines Bruders Henry war er beteiligt. Während des amerikanischen Bürgerkrieges arbeitete er in einem Stahlwerk in New York. 
1869 jedoch wurde er zum Leiter der meteorologischen Beobachtungsstation ernannt, die im Central Park (inzwischen verlagert nach Belvedere Castle) von New York neu eingerichtet worden war. Bereits zu Beginn seiner Tätigkeit entwickelte und baute er eine Reihe von Aufzeichnungsgeräten (darunter fotografisch arbeitende Barographen, Thermographen, Messgeräte für Regen und Schnee, Windstärke, -geschwindigkeit und -richtung).
Er leitete das New York Meteorological Observatory bis 1911. Seit 1880 war er gewähltes Mitglied der American Philosophical Society.
Daniel Draper war es, der den ursächlichen Zusammenhang zwischen dem Ozongehalt der Luft und Erkrankungen der Atemwege entdeckte. Er widerlegte die verbreitete Vermutung, die Abholzung der Wälder verringere die Niederschlagsmenge. 
Den größten Einfluss hatte wohl seine Untersuchung zu der Frage, ob Stürme von der amerikanischen Ostküste den Atlantik überqueren können. Er stellte fest, dass von 1869 bis 1873 vier Fünftel der Sturmtiefs tatsächlich von den Vereinigten Staaten bis nach Britannien wanderten. Diese Erkenntnis führte zur ersten transatlantischen Zusammenarbeit hinsichtlich telegrafischer Sturmwarnungen.